# Ель-Уед (вілаєт)
Ель-Уед (араб. ولاية الوادي) — вілаєт Алжиру. Адміністративний центр — м. Ель-Уед. Площа — 54 573 км². Населення — 673 934 особи (2008).

## Географічне положення
На сході проходить кордон з Тунісом. На півночі межує з вілаєтами Хеншела та Тебесса, на північному заході — з вілаєтом Біскра, на півдні — з вілаєтом Уаргла.
Розташований в пустелі Сахара. У вілаєті знаходиться солене безстіне озеро Шотт-Мельгір.

## Адміністративний поділ
Поділяється на 12 округів та 30 муніципалітетів.
| Алжир | Це незавершена стаття з географії Алжиру. Ви можете допомогти проєкту, виправивши або дописавши її. |